# Isla Caballo (Costa Rica)
La isla Caballo es una isla de Costa Rica, ubicada en el Golfo de Nicoya, a cuarenta minutos en lancha de la ciudad de Puntarenas. 

## Ubicación
Es junto a Isla Bejuco e Isla San lucas (ambas deshabitadas) parte del distrito primero del cantón central de Puntarenas, perteneciente a la provincia del mismo nombre. 

## Geografía
Presenta una topografía montañosa, además de algunas playas donde se ubican las viviendas de la población. Geológicamente se originó durante el periodo Terciario, en la época del Mioceno, al igual que las otras islas del Golfo. 

## Flora y fauna
Posee un ecosistema insular bien definido, compuesto por árboles de pochote, flor blanca, cenízaro, guanacaste, indio desnudo, tempisque, palmas de viscoyol y lianas trepadoras. Existen algunos mamíferos como mapaches cangrejeros  y armadillos, reptiles como los garrobos, y una importante avifauna compuesta de búhos, gaviotas, piqueros, pelícanos y tijeretas de mar. 

## Demografía
Cuenta con 270 habitantes de 50 familias, descendientes de los primeros colonos que llegaron en 1912. Estos pobladores se distribuyen entre dos comunidades, Playa Torres y Playa Bonifacio, las cuales subsisten principalmente de la pesca artesanal. La isla cuenta con dos escuelas, un colegio, un centro de salud y una iglesia, y obtiene el agua de pozos excavados. La energía eléctrica es provista por un generador eléctrico y algunas casas cuentan con paneles solares.